# Rasmus Hansson
Rasmus Johan Michael Hansson (né le 4 septembre 1954 à Bærum) est un biologiste et un homme politique norvégien (Parti de l'environnement -Les Verts). Il a été élu député aux élections législatives de 2013 et se trouve le premier Vert à faire son entrée au Storting.
Il a travaillé au Norsk Polar Institutt, a été consultant au Ministère de l'Ecologie et secrétaire général du Fonds mondial pour la nature norvégien (2000-2012). Il a publié de nombreux articles dont certains accessibles au plus grand nombre sur la préservation de l'Arctique.